# De Jonge Samoerai: De Ring van de Hemel
De Ring van de Hemel is het achtste en op een na laatste deel in de fictiereeks De Jonge Samoerai, geschreven door de Engelse auteur Chris Bradford.
De Ring van de Hemel gaat verder na het einde van De Ring Van Wind.
Het boek verscheen in augustus 2012 in Engeland en op 20 november 2015 in Nederland.

## Samenvatting
Jack Fletcher rent voor zijn leven. De haven van Nagasaki is binnen handbereik, maar de samoerai van de Shogun willen hem vermoorden en ze komen steeds dichterbij. Zo ook Jacks oude schoolrivaal, Kazuki. Elke weg is geblokkeerd en elke bergpas wordt bewaakt als Jack zichzelf in veiligheid probeert te brengen. Maar met heel Japan op zijn hielen, heeft hij een wonder nodig om te overleven. En zelfs als hij kan ontkomen, zal er dan wel een schip zijn dat hem naar huis kan brengen? Alleen de Ring van de Hemel kent zijn lot...

## Personages
- Jack Fletcher - hij was de eerste Engelsman die voet aan wal zette op Japan, en de eerste die samoerai werd. Nu is hij op weg naar huis.

## De Vijf Ringen
De titels van de nieuwe boeken in deze serie zijn vernoemd naar De Vijf Ringen.
Dit zijn de vijf grote elementen van het universum: Aarde, Water, Vuur, Wind & Hemel.

De Vijf Ringen vormen de basis van hoe ninja’s het leven zien. Ninja's erkennen de kracht van de natuur en ze proberen daarmee in harmonie te leven.

Elk van de Ringen staat voor verschillende lichamelijke en geestelijke toestanden:
Aarde staat voor stabiliteit en zelfvertrouwen;
Water staat voor flexibiliteit en aanpassingsvermogen;
Vuur staat voor energie en toewijding;
Wind staat voor vrijheid, zowel van de geest als van het lichaam;
Hemel staat voor de Ruimte, vol dingen die buiten ons alledaagse leven staan, de onzichtbare kracht en creatieve energie van de kosmos.

De Vijf Ringen komen voor in alles wat ninja's doen. De Ringen zijn de inspiratie voor ninja-technieken en tactieken.

Beheers de Vijf Ringen: leer om standvastig te zijn zoals de Aarde, soepel te zijn als het Water, toe te slaan als Vuur, te rennen als de Wind en alziend te zijn als de Hemel. Dan ben je een ninja.

## Andere boeken in deze serie in het Nederlands
- De Weg van de Krijger (15 januari 2009)
- De Weg van het Zwaard (27 oktober 2009)
- De Weg van de Draak (16 november 2010)
- De Ring van Aarde (26 augustus 2013)
- De Ring van Water (4 september 2014)
- De Ring van Vuur (8 mei 2015)
- De Ring van Wind (15 juli 2015)
- De Terugkeer van de Krijger (20 september 2019)